# Duvall Hecht
Duvall Hecht   (Los Angeles, 23 d'abril de 1930 - Costa Mesa, 10 de febrer de 2022) fou un remer estatunidenc que va competir durant la dècada de 1950.
El 1952 va prendre part en els Jocs Olímpics d'Estiu de Hèlsinki, on quedà eliminat en sèries de la prova del dos amb timoner del programa de rem. Quatre anys més tard, als Jocs de Melbourne, guanyà la medalla d'or en la prova del dos sense timoner fent parella amb James Fifer.
El 1975 fundà Books on Tape, Inc, empresa que posteriorment vendria a Random House. Abans va obtenir un màster en periodisme per la Universitat Stanford i va ser pilot al Cos de Marines dels Estats Units. Després d'aconseguir el màster passà a ensenyar anglès al Menlo College a Atherton, Califòrnia, on va crear el primer club de rem, del qual en fou entrenador. També fou entrenador de rem a la Universitat de Califòrnia, tan a Los Angeles com a Irvine, fins a la dècada de 1990.